# Daniel Ange
Daniel Ange (* 5. října 1932, Brusel) je francouzský katolický kněz, řeholník a spisovatel.

## Život
Základní školu navštěvoval ve Švýcarsku, období Druhé světové války prožil na Korsice, střední školu dokončil v Anglii. V roce 1950 vstoupil do kláštera benediktýnů v Clervaux v Lucembursku. V roce 1957 se stal členem klášterní komunity Panna chudých (Vierge des Pauvres), poté žil 12 let mezi nejchudšími ve Rwandě. Po návratu do Evropy v roce 1971 se setkal s počátky charismatické obnovy a tzv. nových komunit. Pět let prožil jako poustevník na jihu Francie (1976–1981). V roce 1981 dostal od Boha mimořádné povolání nést evangelium mládeži a přijal kněžské svěcení. V roce 1984 založil mezinárodní školu modlitby a evangelizace Mládí – Světlo (Jeunesse - Lumière) s myšlenkou, kterou často opakoval Jan Pavel II.: „Prvními apoštoly mladých jsou – mladí“.
V roce 2012 dělí svůj čas mezi službu mládeži v Jeunesse – Lumiére a na misiích a kontemplativním životem v poustevně. Uskutečnil více než 220 evangelizačních cest do 42 zemí čtyř kontinentů. Angažuje se také v dialogu mezi katolickou a pravoslavnou církví.

## Literární dílo
Daniel Ange je autorem více než 50 knih s křesťanskou tematikou (spirituální teologie, Církev, nová evangelizace, mladí svědkové víry, velcí svědkové víry dneška Pavel VI. a Jan Pavel II, svatí Terezie z Lisieux a Jan Křtitel, evangelizace mládeže). Mladým lidem se snaží přiblížit Ježíše i je samé, odpovědět jim na životně důležité otázky a touhu po pravdě a kráse.
Dne 24. dubna 2009 obdržel Daniel Ange titul doktorát honoris causa na Katolické univerzitě v Lublinu.

## Jeunesse Lumiére
Škola (francouzsky) Jeunesse Lumiére působí od roku 2004 i v polské Lodži pod názvem Katolická škola kontemplace a evangelizace Děti světla (Katolicka Szkoła Kontemplacji i Ewangelizacji Młodych Dzieci Światłości). Od roku 2005 je také v Itálii v diecézi Firenze jako „Ti, kdo vyhlížejí velikonoční ráno“ („Sentinelle del Mattino di Pasqua“). Absolventi Jeunesse-Lumiére v Čechách založili občanské sdružení Přátelé Jeunesse Lumiére s cílem podporovat a šířit křesťanské hodnoty školy.